# Тормес
Тормес (на испански: Río Esla) е река в Западна Испания (автономна област Кастилия и Леон), ляв приток на Дуеро. Дължина 247 km, площ на водосборния басейн 7096 km².

## Географска характеристика
Река Тормес води началото си на 1857 m н.в., от най-високите части на северното подножие на масива Сиера де Гредос (2592 m), част от Централната Испанска Кордилиера, в югозападната част на провинция Авила, автономна област Кастилия и Леон. Първите около 40 km тече на запад, след това на север, на 12 km източно от град Саламанка завива отново на запад, а след града и до устието си – на северозапад. До град Алба де Тормес е типична планинска река с тясна и дълбока долина и бързо течение. След това навлиза в югозападната част на обширното Старокастилско плато като тук тече в дълбоко всечена в платото долина, но с малка денивелация и спокойно течение. Влива се отляво в река Дуеро, на 332 m н.в., на 1 km след преградната стена на големия язовир „Бемпоста“ на Дуеро.
Водосборният басейн на Тормес обхваща площ от 7096 km², което представлява 7,29% от водосброния басейн на Дуеро. Речната мрежа е едностранно развита, като по-дълги и по-пълноводни са десните ѝ притоци. На североизток и югозапад водосборният басейн наТормес граничи с водосборните басейни на реките Гуареня, Трабанкос, Сапардиел, Адаха, Уебра и други по-малки, леви притоци на Дуеро, а на юг и югозапад – с водосборните басейни на реките Алберче, Тиетар и Алагон (десни притоци на Тахо). Основен приток река Алмар (десен, 78 km, 1113 km²).
Река Тормес има предимно дъждовно подхранване с ясно изразено зимно пълноводие и лятно маловодие Среден годишен отток в долното течение 26 m³/sec

## Стопанско значение, селища
Река Тормес има важно хидроенергийно и иригационно значение. По течението ѝ е изградена каскада от 4 язовира „Сан Фернандо“, „Санта Тереза“, „Вилагонзало“ и „Алмендра“ (най-високата язовирна стена в Испания), които освен че регулират оттока ѝ, използват се за производство на електроенергия и спомагат за напояването на обширните земеделски земи в провинция Саламанка.
Долината на Тормес е гъсто заселена, като най-големите селища са градовете Алба де Тормес и Саламанка.